# La Jarrilla
La Jarrilla är en ort i Mexiko.   Den ligger i kommunen Yahualica de González Gallo och delstaten Jalisco, i den centrala delen av landet, 400 km väster om huvudstaden Mexico City. La Jarrilla ligger 1 736 meter över havet och antalet invånare är 109.
Terrängen runt La Jarrilla är kuperad åt sydväst, men åt nordost är den platt. Runt La Jarrilla är det ganska glesbefolkat, med 47 invånare per kvadratkilometer. Närmaste större samhälle är Yahualica de González Gallo, 15,6 km nordost om La Jarrilla. I omgivningarna runt La Jarrilla växer huvudsakligen savannskog.